# Nadine Visser
Nadine Visser (Hoorn, 9 febbraio 1995) è una multiplista e ostacolista olandese, due volte campionessa europea indoor dei 60 metri ostacoli.
Detiene il record olandese dei 100 metri ostacoli, specialità in cui è stata campionessa europea under 23 a Bydgoszcz 2017.

## Palmarès
| Anno | Manifestazione  | Sede           | Evento         | Risultato  | Prestazione | Note                                     |
| ---- | --------------- | -------------- | -------------- | ---------- | ----------- | ---------------------------------------- |
| 2012 | Mondiali U20    | Barcellona     | Eptathlon      | 11ª        | 5 447 p.    |                                          |
| 2014 | Mondiali U20    | Eugene         | 100 m hs       | Bronzo     | 12"99       | Miglior prestazione nazionale under 20   |
| 2014 | Mondiali U20    | Eugene         | Eptathlon      | Bronzo     | 5 948 p.    |                                          |
| 2014 | Europei         | Zurigo         | 100 m hs       | Batteria   | 13"02       |                                          |
| 2015 | Europei indoor  | Praga          | 60 m hs        | Semifinale | dnf         |                                          |
| 2015 | Europei U23     | Tallinn        | 100 m hs       | Bronzo     | 13"01       |                                          |
| 2015 | Europei U23     | Tallinn        | Salto in lungo | 11ª        | 6,16 m      |                                          |
| 2015 | Mondiali        | Pechino        | Eptathlon      | 8ª         | 6 344 p.    |                                          |
| 2015 | Mondiali        | Pechino        | 4×100 m        | Finale     | dq          |                                          |
| 2016 | Europei         | Amsterdam      | 100 m hs       | Semifinale | 13"25       |                                          |
| 2016 | Giochi olimpici | Rio de Janeiro | 100 m hs       | Batteria   | 13"07       |                                          |
| 2016 | Giochi olimpici | Rio de Janeiro | Eptathlon      | 19ª        | 6 190 p.    |                                          |
| 2017 | Europei indoor  | Belgrado       | 60 m hs        | 7ª         | 8"04        |                                          |
| 2017 | Europei U23     | Bydgoszcz      | 100 m hs       | Oro        | 12"92       |                                          |
| 2017 | Mondiali        | Londra         | 100 m hs       | 7ª         | 12"83       |                                          |
| 2017 | Mondiali        | Londra         | Eptathlon      | 7ª         | 6 370 p.    | Miglior prestazione personale stagionale |
| 2017 | Universiadi     | Taipei         | 100 m hs       | Oro        | 12"98       |                                          |
| 2018 | Mondiali indoor | Birmingham     | 60 m hs        | Bronzo     | 7"84        |                                          |
| 2018 | Europei         | Berlino        | 100 m hs       | 4ª         | 12"88       |                                          |
| 2019 | Europei indoor  | Glasgow        | 60 m hs        | Oro        | 7"87        | Miglior prestazione europea stagionale   |
| 2019 | Mondiali        | Doha           | 100 m hs       | 6ª         | 12"66       |                                          |
| 2021 | Europei indoor  | Toruń          | 60 m hs        | Oro        | 7"77        | Miglior prestazione mondiale stagionale  |
| 2021 | World Relays    | Chorzów        | 4×100 m        | Bronzo     | 44"10       |                                          |
| 2021 | Giochi olimpici | Tokyo          | 100 m hs       | 5ª         | 12"73       |                                          |
| 2021 | Giochi olimpici | Tokyo          | 4×100 m        | Finale     | dnf         |                                          |
| 2022 | Mondiali        | Eugene         | 100 m hs       | Semifinale | 12"66       | Miglior prestazione personale stagionale |
| 2022 | Europei         | Monaco         | 100 m hs       | 4ª         | 12"75       |                                          |
| 2023 | Europei indoor  | Istanbul       | 60 m hs        | Argento    | 7"84        | Miglior prestazione personale stagionale |
| 2023 | Giochi europei  | Chorzów        | 100 m hs       | Argento    | 12"81       | [ 1 ]                                    |
| 2023 | Mondiali        | Budapest       | 100 m hs       | Semifinale | 12"61       | Miglior prestazione personale stagionale |
| 2023 | Mondiali        | Budapest       | 4x100 m        | Finale     | dnf         |                                          |
| 2024 | Mondiali indoor | Glasgow        | 60 m hs        | Semifinale | 8"42        |                                          |
| 2024 | Europei         | Roma           | 100 m hs       | 5ª         | 12"72       | Miglior prestazione personale stagionale |
| 2024 | Europei         | Roma           | 4x100 m        | Bronzo     | 42"46       |                                          |
| 2024 | Giochi olimpici | Parigi         | 100 m hs       | 4ª         | 12"43       |                                          |
| 2025 | Europei indoor  | Apeldoorn      | 60 m hs        | Argento    | 7"72        | Record nazionale                         |
| 2025 | Mondiali indoor | Nanchino       | 60 m hs        | 6ª         | 7"76        |                                          |

## Altre competizioni internazionali
2023
- Argento ai Campionati europei a squadre di atletica leggera ( Chorzów), 100 m hs - 12"81

2025
- Argento ai Campionati europei a squadre di atletica leggera ( Madrid), 100 m hs - 12"39
- Oro ai Campionati europei a squadre di atletica leggera ( Madrid), 4x100 m - 42"02